# Singa hilira
Singa hilira là một loài nhện trong họ Araneidae.
Loài này thuộc chi Singa. Singa hilira được Alberto Barrion & James A. Litsinger miêu tả năm 1995.